# Lasioglossum hecate
Lasioglossum hecate là một loài Hymenoptera trong họ Halictidae. Loài này được Ebmer mô tả khoa học năm 1986.